# Bredinia dominicensis
Bredinia dominicensis är en nattsländeart som beskrevs av Oliver S. Flint Jr. 1968. Bredinia dominicensis ingår i släktet Bredinia och familjen smånattsländor. Inga underarter finns listade i Catalogue of Life.